# Li Qing
Li Qing (chinesisch 李青, Pinyin Lǐ Qīng; * 1. Dezember 1972) ist eine ehemalige chinesische Wasserspringerin. Sie nahm an Olympischen Spielen teil und gewann dabei eine Medaille.

## Karriere
Li Qing nahm im Alter von 15 Jahren an den Olympischen Sommerspielen 1988 in Seoul teil. Sie startete im Wettbewerb vom Drei-Meter-Brett. Im Vorkampf qualifizierte sich Li mit 501,39 Punkten als Zweite hinter Gao Min für das Finale. Dort konnte sie den zweiten Platz mit 45,9 Punkten Rückstand auf die mit 580,23 Punkten überlegene Olympiasiegerin Gao behaupten. Damit gewann Li Qing Silber vor der Amerikanerin Kelly McCormick, die 1,14 Punkte hinter ihr lag.
Li heiratete Tan Liangde, der ebenfalls ein erfolgreicher Wasserspringer war. Zusammen mit ihm ist Li Qing als Trainerin tätig.